# Ленинградский военный округ

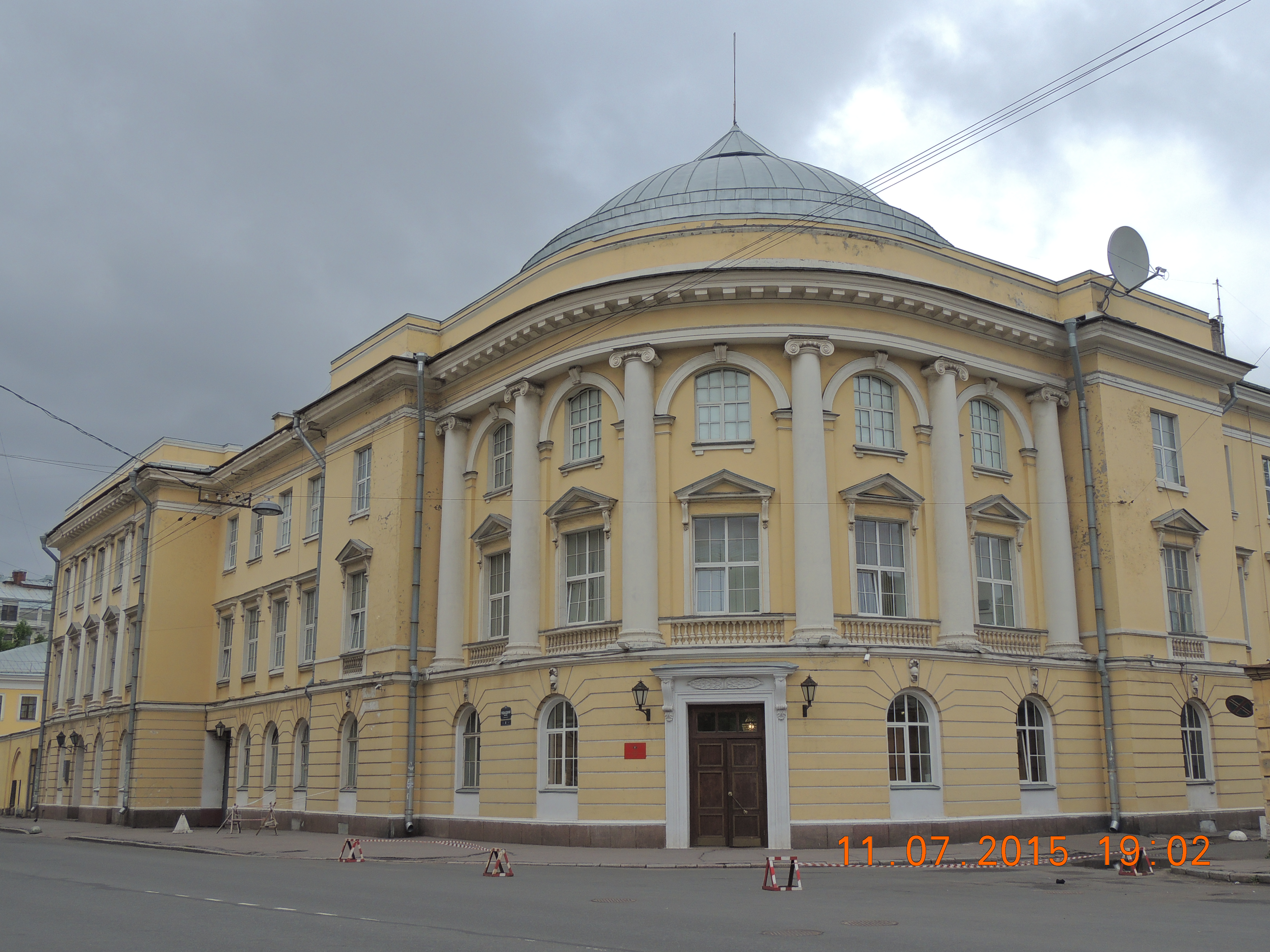
Управление тыла Ленинградского военного округа

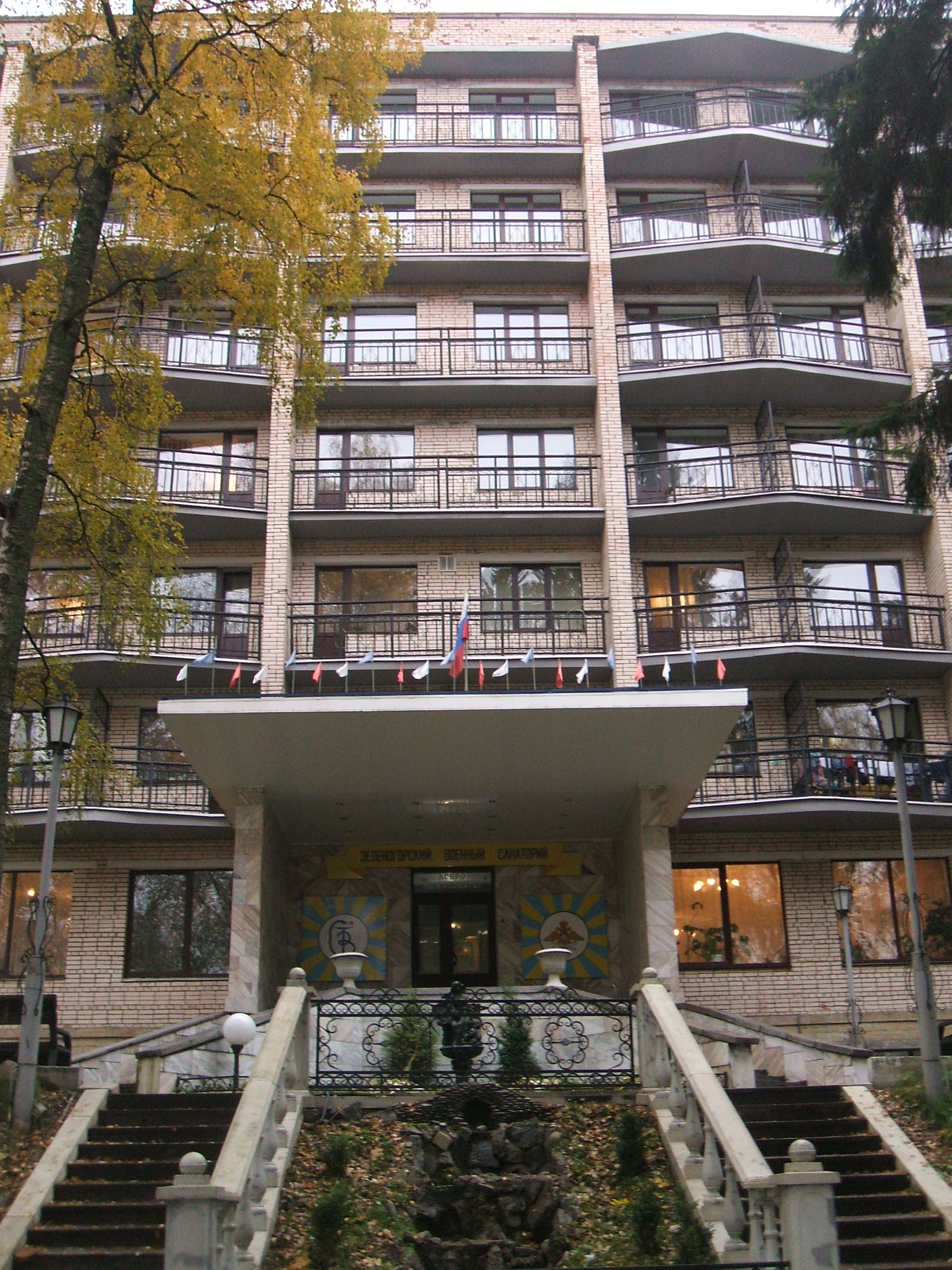
Санаторий Ленинградского военного округа в Зеленогорске

Ленингра́дский вое́нный о́круг (ЛВО, ЛенВО) — оперативно-стратегическое территориальное объединение (военный округ) Вооружённых сил Российской Федерации (ранее вооружённых сил СССР), действующее с 2024 года и ранее с 1918 по 2010 год, со штабом в городе Санкт-Петербурге, дислоцирующееся на территории Ленинградской и прилегающих к ней областей.

## Предыстория
Округ ведёт свою историю от Петербургского военного округа, образованного в 1864 году в результате проведения военно-окружной реформы. После начала Первой мировой войны Санкт-Петербург был переименован в Петроград и военный округ также стал Петроградским.

## История

Ленинградский военный округ в советское время
Ленинградский военный округ с 2024 года

После Октябрьской революции 20 марта 1918 года на базе существовавшего округа был сформирован Петроградский военный округ РККА, 1 февраля 1924 года переименованный в Ленинградский военный округ. Территория округа включала Ленинградскую, Псковскую, Новгородскую, Олонецкую, Череповецкую, Мурманскую губернии (с 1927 г. — Ленинградскую область) и Карельскую АССР. В последующем территория округа изменялась.
Осенью 1939 года и летом 1940 года части Ленинградского военного округа вводились на территорию Латвии, Литвы и Эстонии сначала в качестве контингентов советских войск по договорам 1939 года между этими государствами и СССР, а затем на основе постоянной дислокации (позднее их передали из состава Ленинградского военного округа в сформированный Прибалтийский особый военный округ).
Во время советско-финской войны 1939—1940 годов части округа служили тыловой базой для действующей армии, а на основе управления округом было сформировано управление Северо-Западного фронта.
Приказом народного комиссара обороны СССР от 13 августа 1940 года № 0184 штаб Ленинградского ВО в числе других приграничных округов был переведён на расширенный штат, способный управлять войсками в случае начала военных действий. Основной задачей округа определялась оборона границы с Финляндией от Балтийского моря до Баренцева моря.
На начало июня 1941 года в ЛВО было 1573 исправных танка и самоходных установки (из них новых типов: 1 Т-40, 68 Т-34, 6 КВ) и 514 бронемашин, 28 тыс. автомашин, 1563 исправных боевых самолёта (также на территории округа располагалась авиация ВМФ — 656 самолётов было у Балтийского флота и 115 у Северного). По состоянию на 21.06.1941 года Ленинградский военный округ включал территории Ленинградской и Мурманской областей, Карело-Финской ССР. 
Боевой состав на 22 июня 1941 года
- 7-я армия
- 14-я армия
- 23-я армия

Части окружного подчинения
- 2-й отдельный полк связи
- 1-й механизированный корпус
- 177-я и 191-я стрелковые дивизии
- 8-я отдельная стрелковая бригада
- 12-й и 29-й инженерные полки
- 6-й понтонно-мостовой полк
- 398-й и 472-й отдельные радио дивизионы ОСНАЗ
- 60-й отдельный легкий БЕПО (учебный)
- Северная зона ПВО.
- 1-й бомбардировочный авиационный корпус дальнего действия.

Кроме того, второй очередью (при объявлении мобилизации) формировались 541-й и 577-й гаубичный артиллерийский полки РГК
Артиллерия насчитывала 2 986 полевых орудий, 3 687 миномётов и 1 228 зенитных орудий. Численность личного состава насчитывала по списку 355 243 человек, ещё 49 227 человек находились в частях ЛенВО на больших учебных сборах.
Сразу после начала Великой Отечественной войны, 24 июня 1941 года на базе управления и войск ЛВО был создан Северный фронт, разделённый в августе 1941-го на Ленинградский фронт и Карельский фронт.
Ленинградский военный округ 2-го формирования был образован 15 июля 1941 года. С 25 июля он подчинялся командующему Северным фронтом. В состав округа входили территории Ленинградской и Мурманской областей, Эстонской ССР и Карело-Финской ССР. Главными задачами округа являлись мобилизация военнообязанных и эвакуация военных учреждений. В период 21—30 сентября 1941 года управление ЛВО (2-го формирования) было расформировано (приказ НКО СССР № 0363 от 21.09.1941 г.).
9 июля 1945 года был образован Ленинградский военный округ (3-го формирования). Штаб округа сформирован на основе полевого управления Ленинградского фронта. Округ включал территории Ленинграда, Ленинградской, Псковской, Новгородской областей и Эстонской ССР. В первые года основными задачами округа являлись восстановление разрушенной военной инфраструктуры и разминирование территории и объектов.
В 1956 году Постановлением Совета Министров СССР территория Эстонской ССР с расположенными на ней войсками Ленинградского военного округа была включена в состав Прибалтийского военного округа. В 1960 году в ЛВО включена территория упразднённого Северного военного округа, за исключением Коми АССР, которая впоследствии была присоединена к Приволжскому военному округу.
С мая 1992 года — в составе Вооружённых сил Российской Федерации. Во время изменений в военно-административном делении 1998 года Республика Коми вошла в состав ЛВО.
К 2010 году охватывал территории города Санкт-Петербурга и Ленинградской области, Республики Карелия, Республики Коми, Архангельской области (в том числе Ненецкого автономного округа), Вологодской, Мурманской, Новгородской и Псковской областей.
20 сентября 2010 года Президент РФ подписал указ № 1144, устанавливающий новое военно-административное деление РФ, в рамках которого Московский и Ленинградский военные округа были упразднены. На их базе был создан Западный военный округ, которому была передана территория упразднённых округов, а также переданы под командование Балтийский и Северный флоты.
26 февраля 2024 года, на фоне вступления Финляндии в НАТО, указом Президента России №141 Западный военный округ был расформирован, а на его основе воссозданы Ленинградский и Московский военные округа.

## Состав на 1 июля 1935 г.
1. Стрелковые войска

1-й стрелковый корпус (16-я и 56-я сд, корпусные части). Управление в Новгороде.
1-й корпусной артиллерийский полк в г. Луга.
16-я стрелковая дивизия. Управление в Новгороде.
- 46-й стрелковый полк в Новгороде.[14]
- 12-й стрелковый полк в г. Кингисеппе.[14]
- 48-й стрелковый полк в г. Старая Русса.[14]
- 16-й артиллерийский полк в г.с. Медведь.[14]

56-я стрелковая дивизия. Управление в г. Пскове.
- 56-й артиллерийский полк в г. Пскове.[14]
- 167-й стрелковый полк в г. Пскове штаб полка, 1-й и 2-й стрелковые батальоны. 3-й сб в г. Острове.[14]
- 166-й стрелковый полк в г. Опочке.[14]
- 168-й стрелковый полк в г. Порхове.[14]

19-й стрелковый корпус (4-я Туркестанская и 20-я сд, корпусные части). Управление в Ленинграде, 2.
19-й корпусной артиллерийский полк в Ленинграде, 14.
4-я Туркестанская стрелковая дивизия. Управление в Ленинграде, 2.
- 10-й Туркестанский стрелковый полк в Ленинградской области, ст. Песочная.[14]
- 11-й Туркестанский стрелковый полк в Ленинграде, 13.[14]
- 47-й стрелковый полк в г. Боровичи.[14]
- 4-й Туркестанский артиллерийский полк в г. Красногвардейске (г. Гатчина).[14]

20-я стрелковая дивизия. Управление в Ленинграде, 44.
- 58-й стрелковый полк в Ленинграде, 44.[14]
- 59-й стрелковый полк в Ленинградской области, пос. Токсово.[14]
- 60-й стрелковый полк в Ленинграде, 27.[14]
- 20-й артиллерийский полк в Ленинграде, 5.[14]

Отдельная Карельская стрелковая бригада. Управление в г. Петрозаводске.
- 1-й отдельный стрелковый батальон в г. Петрозаводске.[14]
- 2-й отдельный стрелковый батальон в г. Олонец.[14]
- 3-й отдельный стрелковый батальон в г.с. Медвежья Гора.[14]

Отдельный Мурманский стрелковый полк в г. Мурманске.

## Состав, организация, дислокация ВВС Ленинградского военного округа
- на 20 октября 1939 года
  - численность — 22 161 человек[15]
  - окружное управление ВВС — штат 2/904[15]

Состав авиации на 22 июня 1941 года
| Объединения                               | Соединения и части ВВС                                                                                                  |
| ----------------------------------------- | --- |
| 7-я армия                                 | 55-я смешанная авиационная дивизия                                                                                      |
| 14-я армия                                | 1-я смешанная авиационная дивизия 14-я отдельная авиационная эскадрилья связи                                           |
| 23-я армия                                | 5-я смешанная авиационная дивизия 41-я бомбардировочная авиационная дивизия 22-я отдельная авиационная эскадрилья связи |
| Соединения и части фронтового подчинения  | 2-я смешанная авиационная дивизия 39-я истребительная авиационная дивизия 311-й разведывательный авиационный полк       |
| 7-й истребительный авиационный корпус ПВО | 3-я истребительная авиационная дивизия ПВО 54-я истребительная авиационная дивизия ПВО                                  |

ВВС ЛенВО на 22.06.1941 года насчитывали 1 336 боевых самолётов, включая 394 бомбардировщика, 902 истребителя, 40 разведчиков, 6 самолётов вспомогательной авиации

## Состав на 1990 год
ЛВО подчинялся непосредственно министру обороны. На его территории дислоцировались 6-я общевойсковая армия, 30-й гвардейский и 26-й армейские корпуса — всего одна воздушно-десантная и 12 мотострелковых дивизий. Авиационную поддержку осуществляла 76-я воздушная армия, а воздушное прикрытие — 6-я и 10-я армии ПВО. Всего в 1990 году в округе числилось примерно 200 тыс. военнослужащих, 900 танков, 2 тыс. боевых бронированных машин, 1,1 тыс. орудий, миномётов и РСЗО, 100 боевых и транспортных вертолётов.
Состав войск округа являлся следующим.
Соединения и части окружного подчинения
- Штаб округа — Ленинград
- 2-я гвардейская артиллерийская Перекопская Краснознамённая, ордена Суворова дивизия (Пушкин)
- 229-я дивизия охраны тыла
- 250-я запасная мотострелковая дивизия (Владимирский Лагерь)[~ 1]
- 359-й отдельный батальон охраны и обеспечения
- 2-я отдельная бригада специального назначения (Промежицы, Псковская область)
- 1071-й отдельный учебный полк специального назначения (Печоры, Псковская область)
- 36-я отдельная десантно-штурмовая бригада (Гарболово)
- 21-я ракетная бригада (Осельки, Ленинградская область)
- 131-я ракетная бригада (Луга, Ленинградская область)
- 186-я отдельная учебная ракетная бригада (Луга, Ленинградская область)
- 195-я отдельная учебная ракетная бригада (Медведь, Новгородская область (Аракчеевские казармы)
- 141-я зенитная ракетная бригада (Ненимяки, Ленинградская область)
- 289-я артиллерийская бригада большой мощности (Луга)
- 451-й отдельный противотанковый артиллерийский дивизион
- 332-й отдельный гвардейский транспортно-боевой вертолётный полк (Прибылово)
- 317-я отдельная смешанная авиационная эскадрилья (Тайбола)
- 33-й инженерно-сапёрный полк (Котлы)
- 170-й инженерный полк
- 7-й гвардейский понтонно-мостовой Кингисеппский Краснознамённый, ордена Александра Невского полк (Керро)
- 639-й отдельный инженерный дорожно-мостовой батальон
- 95-я Ленинградская Краснознамённая бригада связи имени 50-летия образования СССР (Чёрная Речка)
- 97-я бригада связи (Агалатово, Всеволожский район)
- 192-й отдельный полк связи
- 1611-й учебный отдельный батальон связи
- 73-я радиотехническая бригада (Токсово)
- 146-я отдельная радиотехническая Краснознамённая бригада особого назначения (Бугры, Всеволожский район)
- 164-й отдельный полк радиоэлектронной борьбы
- 41-я бригада химической защиты (Вологда)
- 69-я бригада материального обеспечения
- 71-я бригада материального обеспечения
- 3-я автомобильная бригада
- 34-я трубопроводная бригада
- 209-я медицинская бригада
- Ремонтные предприятия окружного подчинения
  - 75-й автомобильный ремонтный завод (Петрозаводск)
  - 775-й артиллерийский ремонтный завод
  - 521-й ремонтный завод средств связи
- Базы и склады окружного подчинения
  - 10-я авиационная база (вертолётов)
  - 970-я центральная база резерва автотехники
  - 1873-я автомобильная база
  - 2124-я НРБ
  - 3807-я база хранения военной техники (Чёрная Речка)[~ 2]
  - 5188-я база хранения военной техники (Ивантеево)
- учебные центры и запасные части
  - 56-й гвардейский окружной учебный Красносельский ордена Ленина, Краснознамённый, ордена Суворова и Богдана Хмельницкого центр подготовки младших специалистов (мотострелковых войск) (Сертолово)
  - 323-й, 391-й, 406-й, 731-й, 987-й учебные центры
  - 321-я школа прапорщиков (Гарболово)
- 1494-й запасный ракетно-артиллерийский полк

### 30-й гвардейский армейский Ленинградский Краснознамённый корпус
- Управление, штаб корпуса и отдельная рота охраны и обеспечения (г. Выборг);
- Соединения и части корпусного подчинения;
- 45-я гвардейская мотострелковая Красносельская ордена Ленина, Краснознамённая дивизия (Каменка);
- 64-я гвардейская мотострелковая Красносельская ордена Ленина, Краснознамённая дивизия (Сапёрное).

### 26-й армейский корпус
В 1989 году 77-я гвардейская мотострелковая Московско-Черниговская дивизия была преобразована в одноимённую дивизию береговой обороны, 69-я мотострелковая Севская дивизия в Вологде в конце 1980-х годов была преобразована в базу хранения вооружения и военной техники. Соответственно, на 1991 год 26-й («архангельский») армейский корпус располагал более чем скромным комплектом корпусных частей и 5189-й БХВТ в Вологде:
- Штаб корпуса — Архангельск
- 258-я отдельная вертолётная эскадрилья (Луостари)
- Свернутые подразделения:
- 14-й инженерный полк
- 293-й инженерный полк
- 1068-й отдельный батальон связи (Архангельск)
- 55-я бригада материального обеспечения
- 709-й отдельный ремонтно-восстановительный батальон
- 5189-я база хранения военной техники (Вологда)

### 6-я общевойсковая армия
В конце 1980-х годов с учётом «фланговых ограничений» готовящегося к заключению «Договора об ограничении обычных вооруженных сил в Европе» все соединения 6-й армии были подвергнуты сокращению — две мотострелковые дивизии преобразованы в базы хранения вооружения и военной техники, а три (54-я, 111-я, 131-я Печенгская) — переведены на «северный» штат, причем в полном объёме бронетехникой для мотострелков стала располагать только 131-я мотострелковая Печенгская дивизия, дислоцированная в Мурманске. На 19 ноября 1990 года 6-я армия располагала 200 танками, 870 боевыми бронированными машинами (включая ПТ-76), 288 орудиями, миномётами и РСЗО, а также 7 боевыми и 11 транспортными вертолётами армейской авиации.
- Управление командующего, штаб и отдельная рота охраны и обеспечения (г. Петрозаводск);
- Соединения и части армейского подчинения;
- 54-я мотострелковая Краснознамённая дивизия (Алакуртти);
- 111-я мотострелковая Краснознамённая дивизия (Сортавала);
- 131-я мотострелковая Печенгская ордена Кутузова дивизия (Мурманск).

### ВВС и ПВО
Авиационную поддержку ЛенВО осуществляла 76-я воздушная Краснознамённая армия. В её составе имелись всего 5 авиационных полков:
- 67-й бомбардировочный авиационный полк;
- 66-й штурмовой авиационный полк;
- 722-й авиационный полк истребителей-бомбардировщиков;
- 98-й гвардейский разведывательный авиационный полк;
- 138-й смешанный авиационный полк.

Воздушное прикрытие осуществляли соединения двух армий ПВО:
- 10-я Краснознамённая армия ПВО:
  - 21-й корпус ПВО (г. Североморск);
  - 4-я дивизия ПВО (п. Белушья Губа);
  - 5-я дивизия ПВО (г. Петрозаводск);
  - 23-я дивизия ПВО (г. Архангельск).
- 6-я армия ПВО (п. Тайцы, Лен. Обл):
  - 18-й корпус ПВО (г. Гатчина);
  - 27-й корпус ПВО;
  - 14-я дивизия ПВО;

ВВС Северного флота состояли из 2 авиационных дивизий и 7 отдельных авиаполков:
- 5-я морская ракетоносная авиационная дивизия;
- 35-я противолодочная авиационная дивизия дальнего действия;
- 24-й отдельный противолодочный авиационный полк;
- 403-й отдельный противолодочный авиационный полк;
- 88-й отдельный авиационный полк истребителей-бомбардировщиков;
- 279-й отдельный корабельный штурмовой авиационный полк;
- 392-й отдельный разведывательный авиационный полк;
- 912-й отдельный смешанный авиационный полк;
- 830-й отдельный противолодочный вертолётный авиационный полк.[21]

### РВСН
На территории округа базировались две ракетные дивизии из 27-й гвардейской и 50-й ракетной армий:
- 7-я гвардейская ракетная Режицкая Краснознамённая дивизия;
- 40-я ракетная Красносельская Краснознамённая ордена Суворова дивизия.[21]

## Состав войск округа в 1990-е гг

Карта Ленинградского военного округа с 1998 года.

Войска, размещенные на территории округа к середине 1990-х гг., включали управления 6-й общевойсковой армии (управление армии расформировано в 1998 г.), 30-го армейского корпуса с подчиненными им частями, 56-й окружной учебный центр, а также более мелкие соединения и части.
Количество мотострелковых дивизий в округе к этому времени уменьшилось до пяти:
- 45-я гвардейская мотострелковая дивизия (в 1998 г. переформирована в 138-ю гвардейскую отдельную мотострелковую бригаду);
- 54-я мотострелковая дивизия (в 1997 г. дивизия переформирована в 62-ю мотострелковую бригаду, а в 1998 г. — в 35-ю базу хранения военной техники);
- 64-я мотострелковая дивизия (переформирована в 36-ю БХВТ в 1997 г.);
- 111-я мотострелковая дивизия (переформирована сначала в 20-ю мотострелковую бригаду, а затем в 23-ю БХВТ);
- 131-я мотострелковая дивизия (в 1997 г. дивизия «свёрнута» в 200-ю отдельную мотострелковую бригаду).

Из выводимых из Восточной Европы частей войска округа приняли: части 54-го окружного учебного центра Cеверо-Западной группы войск (СЗГВ), на базе которого была образована 25-я гвардейская отдельная мотострелковая Севастопольская бригада имени Латышских стрелков, в 1994 г. свёрнутая в 42-ю БХВТ, а также 133 гв. зенитную ракетную бригаду (г. Ютербог) и 18 зенитную ракетную бригаду (г. Гота) — обе ЗГВ.
Кроме того, на территории округа дислоцировалась 76-я гвардейская десантно-штурмовая дивизия (г. Псков).
На 1 января 2000 г. Ленинградский военный округ при общий численности личного состава сухопутных войск 32568 чел. располагал: 333 танками, 500 БМП и БТР, 939 артсистемами и РСЗО калибром св. 100 мм, а также 74 боевыми вертолётами и 77 вертолётами боевого обеспечения.

## Состояние на 2010 год

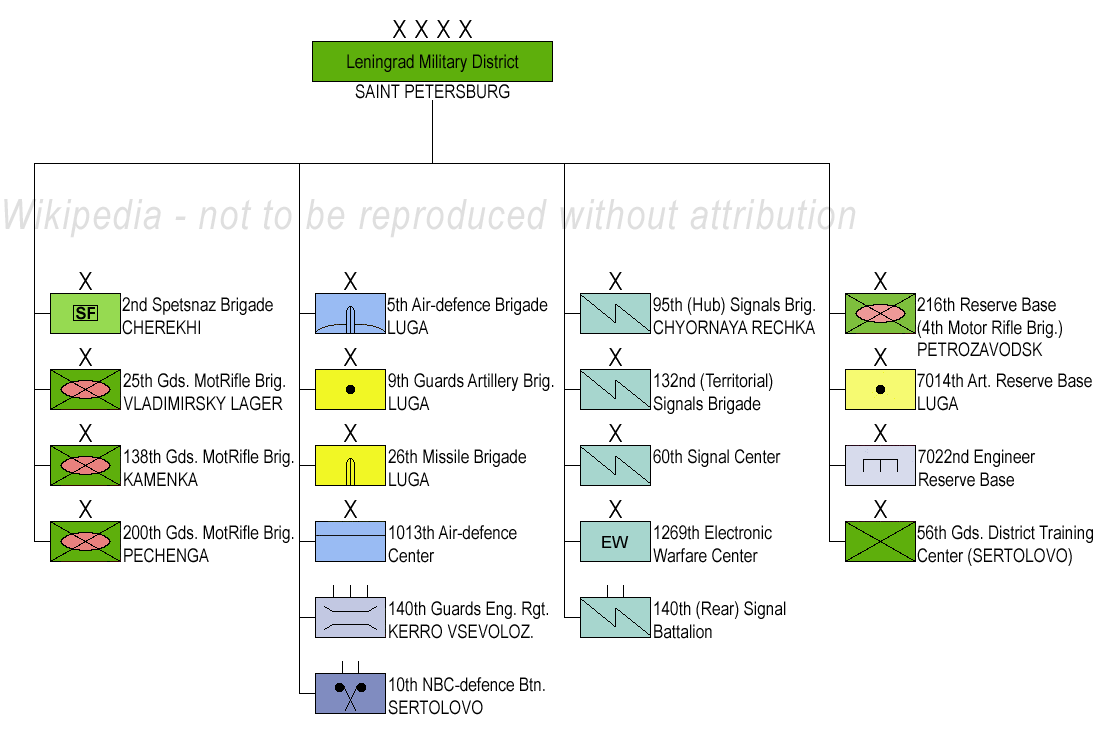
Состав сил Ленинградского ВО в 2010 году перед расформированием.

Это был самый малочисленный из всех военных округов России. Сухопутные и воздушно-десантные войска на территории округа насчитывали 28 700 человек.
На его территории не дислоцировалось ни одной общевойсковой армии, ни одной мотострелковой или танковой дивизии. Сухопутные войска были представлены тремя отдельными мотострелковыми бригадами:
- 25-я отдельная гвардейская мотострелковая Севастопольская Краснознамённая бригада имени Латышских стрелков в Псковской области (бригада развернута в 2009 г. из 42-й БХВТ).
- 138-я отдельная гвардейская мотострелковая Красносельская ордена Ленина, Краснознамённая бригада в п. Каменка Ленинградской области,
- 200-я отдельная мотострелковая Печенгская ордена Кутузова бригада в п. Печенга Мурманской области

Командованию округа также подчинялись: 9-я гвардейская артиллерийская бригада (г. Луга), 26-я ракетная бригада (на ТРК «Точка-У»), 5-я зенитная ракетная бригада (п. Нюнемяки), 56-й гвардейский окружной учебный Красносельский ордена Ленина, Краснознамённый центр подготовки младших специалистов (мотострелковых войск) (г. Сертолово), 140-й гвардейский инженерно-сапёрный Кингисеппский Краснознамённый, ордена Александра Невского полк и другие части.
Кроме того, на территории округа дислоцировалась 76-я гвардейская десантно-штурмовая Черниговская Краснознамённая дивизия (г. Псков), 2-я отдельная бригада специального назначения, Балтийский и Северный флоты.
Демилитаризация округа произошла после подписания СССР в ноябре 1990 года Договора об обычных вооруженных силах в Европе (ДОВСЕ), которым были введены ограничения на размещение воинских соединений и частей на северо-западе СССР (позднее — России).

## Командование округа

### Командующие войсками
- 6 сентября 1918 — 20 мая 1919 — Б. П. Позерн,
- 20 мая — 19 декабря 1919 — П. П. Исаков,
- 19 декабря 1919 — 5 октября 1920 — Г. С. Биткер,
- 6 октября 1920 — 17 апреля 1921 — Д. Н. Авров,
- 17 апреля 1921 — 25 августа 1921 — А. И. Егоров,
- сентябрь 1921 — октябрь 1925 — В. М. Гиттис,
- октябрь 1925 — май 1927 — Б. М. Шапошников,
- май 1927 — май 1928 — А. И. Корк,
- 5 мая 1928 — 11 июня 1931 — М. Н. Тухачевский,
- июнь 1931 — сентябрь 1935 — И. П. Белов,
- сентябрь 1935 — июнь 1937 — командарм 1 ранга Б. М. Шапошников,
- июнь 1937 — 10 сентября 1937 — командарм 2 ранга П. Е. Дыбенко[26],
- 10 сентября 1937 — 31.01.1939 — комкор М. С. Хозин (до 02.04.1938 как и. о.),
- 31 января 1939 — 7 января 1940 — командарм 2 ранга  К. А. Мерецков,
- январь — июнь 1940 — командарм 1 ранга, с мая 1940 Маршал Советского Союза   С. К. Тимошенко,
- 7 июня 1940 — 14 января 1941 — генерал-лейтенант  М. П. Кирпонос,
- 14 января — 24 июня 1941 — генерал-лейтенант  М. М. Попов,
- июль — сентябрь 1941 — генерал-лейтенант Т. И. Шевалдин,
- июль 1945 — апрель 1946 — Маршал Советского Союза  Л. А. Говоров,
- апрель 1946 — сентябрь 1949 — генерал-полковник  Д. Н. Гусев,
- сентябрь 1949 — май 1953 — генерал-полковник  А. А. Лучинский,
- май 1953 — ноябрь 1957 — генерал армии   М. В. Захаров,
- ноябрь 1957 — октябрь 1960 — генерал армии   Н. И. Крылов,
- октябрь 1960 — октябрь 1965 — генерал армии  М. И. Казаков,
- октябрь 1965 — апрель 1967 — генерал-полковник  С. Л. Соколов,
- апрель 1967 — февраль 1973 — генерал-полковник И. Е. Шавров,
- февраль 1973 — октябрь 1976 — генерал-полковник А. И. Грибков,
- октябрь 1976 — ноябрь 1981 — генерал-полковник М. И. Сорокин,
- ноябрь 1981 — ноябрь 1987 — генерал-полковник (до 1986), генерал армии Б. В. Снетков,
- ноябрь 1987 — июль 1990 — генерал-полковник В. Ф. Ермаков,
- июль 1990 — декабрь 1991 — генерал-полковник В. Н. Самсонов,
- декабрь 1991 — декабрь 1996 — генерал-полковник С. П. Селезнёв,
- декабрь 1996 — 9 марта 2005 — генерал-лейтенант, с мая 1997 генерал-полковник, с февраля 2003 генерал армии В. С. Бобрышев (12.1996 — 03.1997 — временно исполняющий обязанности командующего),
- 9 марта 2005 — 11 декабря 2007 — генерал армии И. Е. Пузанов,
- 11 декабря 2007 — 5 февраля 2009 — генерал-полковник В. В. Герасимов.
- 23 марта 2009 — 9 января 2011 — генерал-лейтенант Н. В. Богдановский.
- с марта 2024 — генерал-полковник  А. П. Лапин[27].

### Заместители командующего войсками
- 1935 — 14 августа 1936 — комкор В. М. Примаков
- март 1949 — сентябрь 1953 — генерал-полковник М. П. Ковалёв
- 6 апреля 1955 — 7 июля 1964 — генерал-полковник  М. П. Константинов
- 8 июля 1964 — 30 октября 1965 — генерал-полковник  С. Л. Соколов
- 22 января 1966 — ноябрь 1968 — генерал-лейтенант А. Д. Голубев
- 18 декабря 1968 — 30 января 1973 — генерал-полковник А. И. Грибков
- 9 февраля 1973 — 6 февраля 1978 — генерал-лейтенант  Ю. Ф. Зарудин
- 6 февраля 1978 — 28 октября 1981 — генерал-лейтенант В. А. Демин
- 29 октября 1981 — 26 июня 1984 — генерал-лейтенант В. Н. Лобов
- 27 июня 1984—1987 — генерал-лейтенант И. И. Корбутов
- 1987 — 4 января 1989 — генерал-лейтенант Ф. М. Кузьмин
- 5 января 1989 — 24 августа 1991 — генерал-лейтенант В. И. Миронов
- 25 августа 1991 — 29 июня 1993 — генерал-лейтенант М. И. Архипов
- 1998 — июнь 2006 — генерал-лейтенант В. И. Сухарев
- июнь 2006 — июнь 2009 — генерал-лейтенант Н. Г. Дымов[28]
- июнь 2009 — январь 2011 — генерал-майор Е. А. Устинов
- с марта 2024 — генерал-лейтенант Р. С. Миннекаев

### Начальники штаба
- до 1920 года — Г. А. Шпилько
- сентябрь 1920 — октябрь 1921 — Л. К. Александров[29]
- март 1922—1925 — М. М. Энден (в том числе в 1921 году врид НШ[30]
- сентябрь 1925 — ноябрь 1926 — Е. Н. Сергеев
- ноябрь 1928 — декабрь 1931 — Б. М. Фельдман
- июнь 1931 — август 1932 — С. П. Урицкий
- 1932—1933 — А. И. Островский (в том числе в 1932 году врид НШ)
- 1933—1935 — Я. И. Зюзь-Яковенко
- 1935—1937 — комдив А. В. Федотов
- июнь 1937 — май 1938 — комбриг, с февраля 1938 — комдив   М. В. Захаров
- 1938—1940 — комдив  Н. Е. Чибисов
- июль 1940 — март 1941 — генерал-майор П. Г. Понеделин
- март 1941 — 23 июня 1941 — генерал-майор Д. Н. Никишов
- июль 1941 — август 1941 — генерал-майор А. И. Субботин
- 9 июля 1945 — декабрь 1945 — генерал-лейтенант А. В. Гвоздков
- декабрь 1945 — 18 августа 1946 — генерал-лейтенант П. И. Кокорев
- август 1946 — октябрь 1946 — генерал-майор Э. С. Рыбко, исполняющий обязанности
- октябрь 1946 — декабрь 1946 — генерал-майор П. Г. Тихомиров, исполняющий обязанности
- декабрь 1946 — июль 1950 — генерал-лейтенант С. В. Рогинский[31]
- июль 1950 — 15 марта 1951 — генерал-лейтенант В. А. Белявский
- 15 марта 1951 — 28 мая 1954 — генерал-полковник В. Д. Иванов
- 28 мая 1954 — июль 1958 — генерал-лейтенант С. В. Чернышев
- август 1958 — 4 апреля 1962 — генерал-лейтенант И. Л. Царенко
- 4 апреля 1962 — 25 апреля 1968 — генерал-полковник А. М. Паршиков
- 17 июня 1968 — 6 июля 1972 — генерал-лейтенант И. И. Белецкий
- 19 июля 1972 — 7 июля 1975 — генерал-лейтенант танковых войск Ф. Ф. Викторов
- 7 июля 1975 — 8 ноября 1980 — генерал-полковник Е. А. Тоузаков
- 9 ноября 1980 — 6 января 1981 — генерал-майор И. В. Фуженко
- 6 января 1981 — 15 марта 1982 — генерал-лейтенант танковых войск Р. М. Савочкин
- 16 марта 1982 — май 1982 — генерал-майор И. В. Фуженко
- май 1982 — май 1985 — генерал-лейтенант Б. А. Омеличев
- май 1985 — октябрь 1987 — генерал-лейтенант А. С. Денисов
- декабрь 1987 — февраль 1989 — генерал-лейтенант В. А. Ачалов
- март 1989 — 6 декабря 1991 — генерал-лейтенант С. П. Селезнёв
- 7 декабря 1991 — сентябрь 1995 — генерал-лейтенант В. С. Соколов
- декабрь 1995 — март 1997 — генерал-лейтенант В. С. Бобрышев
- 1997—2005 — генерал-полковник П. А. Лабутин
- март 2005 — апрель 2008 — генерал-полковник С. Н. Кизюн
- апрель 2008 — январь 2010 — генерал-лейтенант А. В. Третьяк
- январь — ноябрь 2010 — генерал-майор И. А. Бувальцев

### Члены Военного совета
- сентябрь 1918 — ноябрь 1918 года — Н. Е. Кирьянов
- ноябрь 1918 — февраль 1919 — А. А. Бобрищев
- февраль 1920 — ноябрь 1920 — И. В. Яцко
- сентябрь 1920 — сентябрь 1922 — И. К. Наумов
- декабрь 1921 — октябрь 1922 — А. М. Лиде
- декабрь 1921 — июль 1922 — В. Г. Володин
- июнь 1922 — март 1925 — И. П. Бакаев
- январь 1925 — январь 1930 — О. А. Сааков
- январь 1930 — сентябрь 1935 — армейский комиссар 2 ранга И. Е. Славин
- сентябрь 1935 — июнь 1937 — армейский комиссар 2 ранга П. А. Смирнов
- июнь 1937 — сентябрь 1938 — комбриг, с февраля 1938 — комкор М. П. Магер
- сентябрь 1938 — июль 1939 — дивизионный комиссар Н. Н. Вашугин
- июль 1939 — январь 1941 — корпусной комиссар А. Н. Мельников
- январь 1941 — июнь 1941 — корпусной комиссар Н. Н. Клементьев
- июль 1941 — август 1941 — бригадный комиссар Г. Х. Бумагин
- июль 1945 — сентябрь 1949 — генерал-лейтенант В. Н. Богаткин
- сентябрь 1949 — март 1945 — генерал-лейтенант М. А. Козлов
- март 1950 — июль 1953 — генерал-лейтенант Д. С. Леонов
- август 1953 — август 1957 — генерал-лейтенант А. П. Пигурнов
- сентябрь 1957 — август 1960 — генерал-майор, с февраля 1958 — генерал-лейтенант В. К. Цебенко
- август 1960 — декабрь 1962 — генерал-майор, с мая 1961 — генерал-лейтенант В. В. Золотухин
- декабрь 1962 — май 1971 — генерал-лейтенант, с апреля 1964 — генерал-полковник Ф. А. Мажаев
- май 1971 — январь 1975 — генерал-лейтенант С. А. Бобылёв
- январь 1975 — апрель 1979 — генерал-майор, с февраля 1976 — генерал-лейтенант В. П. Новиков
- апрель 1979 — апрель 1982 — генерал-полковник И. П. Репин
- апрель 1982 — февраль 1985 — генерал-лейтенант В. С. Нечаев
- февраль 1985 — июль 1986 — генерал-лейтенант И. А. Ларин
- август 1986 — апрель 1991 — генерал-лейтенант Ю. М. Павлов

### Начальники политуправления
- ноябрь 1955 — март 1958 — генерал-майор т/в Соколов И. М.